# Руис, Исмаэль
Исмаэ́ль Руи́с Сальмо́н (исп. Ismael Ruiz Salmón; 7 июля 1977, Сантандер, Испания) — испанский футболист, правый полузащитник.

## Клубная карьера
Исмаэль начинал свою карьеру в скромном клубе «Райо Кантабрия». Оттуда он попал в академию «Расинга» и прошёл через все молодёжные команды клуба. В сезоне 1995/96 Исмаэль провёл свои первые семь матчей за «Расинг» в Примере. В следующих двух сезонах полузащитник играл нечасто, но затем стал ключевым игроком «Расинга». После вылета «Расинга» из Примеры Исмаэль, несмотря на хорошие предложения, остался в команде и внёс большой вклад в быстрое возвращение клуба в элиту. В сезоне 2002/03 он помог команде избежать вылета, а затем пополнил ряды «Террассы». В своём первом сезоне в составе клуба Исмаэль был ключевым игроком команды, второй полностью пропустил из-за травмы, третий провёл в «Реал Овьедо» на правах аренды, а в четвёртом находился в глубоком запасе. Сезон 2007/08 Исмаэль провёл в «Бенидорме», а затем завершил карьеру.

## Карьера в сборной
Исмаэль играл в разных юношеских и молодёжных командах Испании. В составе этих сборных он собрал три медали различного достоинства.

## Достижения
- Чемпион Европы по футболу (до 18 лет) (1): 1995
- Бронзовый призёр Чемпионата Европы по футболу (до 21) (1): 2000
- Серебряный призёр летних олимпийских игр (1): 2000